# US Open 2001
Lo US Open 2001 è stata la 121ª edizione dello US Open e quarta prova stagionale dello Slam. Si è disputato dal 27 agosto al 9 settembre 2001 al USTA Billie Jean King National Tennis Center in Flushing Meadows di New York negli Stati Uniti.
Il singolare maschile è stato vinto dall'australiano Lleyton Hewitt, che si è imposto sullo statunitense Pete Sampras col punteggio di 7–6(4), 6–1, 6–1. Il singolare femminile è stato vinto dalla statunitense Venus Williams, che ha battuto in finale la sorella Serena Williams. 
Nel doppio maschile si sono imposti Wayne Black e Kevin Ullyett. Nel doppio femminile hanno trionfato Lisa Raymond e Rennae Stubbs. 
Nel doppio misto la vittoria è andata all'australiana Rennae Stubbs, in coppia con Todd Woodbridge.

## Risultati

### Singolare maschile
Lleyton Hewitt ha battuto in finale  Pete Sampras con il punteggio di 7–6(4), 6–1, 6–1.

### Singolare femminile
Venus Williams ha battuto in finale  Serena Williams con il punteggio di 6–2, 6–4.

### Doppio maschile
Wayne Black /  Kevin Ullyett hanno battuto in finale  Donald Johnson /  Jared Palmer con il punteggio di 7–6(9), 2–6, 6–3.

### Doppio femminile
Lisa Raymond /  Rennae Stubbs hanno battuto in finale  Kimberly Po /  Nathalie Tauziat con il punteggio di 6–2, 5–7, 7–5.

### Doppio misto
Rennae Stubbs /  Todd Woodbridge hanno battuto in finale  Lisa Raymond /  Leander Paes con il punteggio di 6–4, 5–7, 7–6(9).

## Junior

### Singolare ragazzi
Gilles Müller ha battuto in finale  Wang Yeu-tzuoo con il punteggio di 7–6(5), 6–2.

### Singolare ragazze
Marion Bartoli ha battuto in finale  Svetlana Kuznecova con il punteggio di 4–6, 6–3, 6–4.

### Doppio ragazzi
Tomáš Berdych /  Stéphane Bohli

### Doppio ragazze
Galina Fokina /  Svetlana Kuznecova